# Dead Cities
Dead cities es un álbum en directo de la banda de hardcore punk The Exploited publicado en el año 2002.

## Lista de canciones
| Nº  | Canción                        |
| --- | ------------------------------ |
| 1.  | "Exploited Barmy Army"         |
| 2.  | "I Believe in Anarchy'"        |
| 3.  | "Punk's Not Dead"              |
| 4.  | "Dogs Of War"                  |
| 5.  | "Yop"                          |
| 6.  | "Attack"                       |
| 7.  | "Daily News"                   |
| 8.  | "So Tragic"                    |
| 9.  | "Alternative"                  |
| 10. | "Hitler's In The Charts Again" |
| 11. | "Dead cities"                  |
| 12. | Class War                      |
| 13. | UK82                           |
| 14. | Disorder                       |
| 15. | War                            |
| 16. | Computers Don't Blunder        |
| 17. | Computers Don't Blunder        |
| 18. | Troops Of Tomorrow             |
| 19. | Sex And Violence               |

## Personal
1. Wattie Buchan - voz
2. Robbie Davidson - guitarra
3. Irish Bob - bajo
4. Willie Buchan - batería

- Datos: Q1950273